# Joan IV d'Alexandria
Joan IV d'Alexandria (grec antic: Ιωάννης Δ΄ ο Θεοπειθής) va ser patriarca d'Alexandria per l'Església Ortodoxa Grega des de l'any 569 al 579.
Va succeir Apol·linar l'any 569. Després de deu anys de patriarcat, Joan IV va ser succeït per Eulogi I.